# Piotr Beczała
Piotr Beczała (Czechowicach-Dziedzicach, Polónia, 28 de dezembro de 1966) é um tenor lírico polaco.

## Biografia
Em 2007 ganhou o prémio Munich Opera Festival Prize e em 2008 foi nomeado para os Grammy Awards na categoria "Best Opera Recording" por "La Traviata".

## Simulcasts de vídeo
Beczała apareceu em oito papéis em simulcasts de vídeo do Met Opera, todos disponíveis para streaming no Met Opera on Demand:
- Edgardo em Lucia di Lammermoor (7 de fevereiro de 2009)
- Des Grieux em Manon (7 de abril de 2012)
- Duke of Mantua em Rigoletto (16 de fevereiro de 2013)
- Lensky em Eugene Onegin (5 de outubro de 2013)
- The prince em Rusalka (8 de fevereiro de 2014)
- Vaudémont em Iolanta (14 de fevereiro de 2015)
- Rodolfo em Luisa Miller (14 de abril de 2018)
- Maurizio em Adriana Lecouvreur (12 de janeiro de 2019)